# 長胸神経
長胸神経（ちょうきょうしんけい、long thoracic nerve、external respiratory nerve of Bell、posterior thoracic nerve）は、腕神経叢の第5、第6、第7頸神経(C5-7)から起こり、前鋸筋を支配する神経である。C5、C6からの経路は中斜角筋を貫き、C7からの経路はその前面を通ってくる。C7からの経路は無いこともある。腕神経叢と腋窩脈管の後方を下行し、胸部の側面を前鋸筋の下端まで走行しながら神経線維を各指状突起に分布させ、停止する。

## 長胸神経障害
経路が長く浅いため、伸長や外傷によって損傷しやすい。運動中の怪我としては、腕を広げた状態で脇を強打してしまうというのが典型的である。長期間重い荷物を肩に背負った場合に損傷することもある。外科手術においては、乳癌の治療の腋窩リンパ節郭清で損傷することがある。パーソネージ・ターナー症候群によって障害が引き起こされることがある。
症状が軽い場合は、肩の後ろや肩甲骨がヒリヒリ痛む程度である。前鋸筋が麻痺すると翼状肩甲を引き起こす。ただし、翼状肩甲は僧帽筋の麻痺によっても引き起こされる。